# Onthophagus porrectus
Onthophagus porrectus là một loài bọ cánh cứng trong họ Bọ hung (Scarabaeidae).